# فؤاد الفتيح
فؤاد الفتيح 

(1948-2018) من رواد فن الجرافيك في اليمن، 
شارك سنة 1978م، في (معرض الجرافيك للفنانين العرب) الذي أقامه المركز الثقافي العراقي في لندن ممثلا لليمن. بثلاث لوحات: (صياد السمك) (الدودحية) و (المرأة).
جاء في (كتالوج) ذلك المعرض عنه: ((درس الفن في ألمانيا الغربية. أقام العديد من المعارض الشخصية في ألمانيا الغربية وباريس. ساهم في معارض دولية مختلفة منها (البينالي العالمي للفن) سان فرانسيسكو سنة 73-1974م. وشارك في الأسبوع الثقافي العربي ألمانيا الغربية عام 1975. وفي بينالي لوبيلانيا، بينالي بنسلفانيا 1976.)) ص75.
اقام معارض شخصية كثيرة منها في بلجيكا - هولندا - اليابان - فرنسا ودول أخرى. وشارك في معارض جماعية، داخل اليمن وخارجها. وقد ساعده على هذا النشاط انه كان متزوجا من امرأة ألمانية وله منها ولد وبنت تقريبا. من أعماله مقتنيات كثيرة في اليمن وخارجها. نفذ رسومات توضيحيه لعدد من قصص الأطفال.

## عنه
فؤاد الفتيح من مواليد الحجرية سنة 1948م. حصل على (دبلوم في الفنون الجميلة) من أكاديمية الفنون الجميلة في (دسلدورف) في ألمانيا. في كل الوثائق المنشورة في الكتيبات المصاحبة لمعارضة الشخصية أو الجماعية لم نعثر على أي تفاصيل عن مؤهله العلمي وتاريخ الحصول عليه، لكن قياسا يمكننا اعتبار ذلك في السنوات الأولى من سبعينات القرن العشرين.
عمل مديرا للفنون التشكيلية في وزارة الثقافة صنعاء، ثم اسس الصالة الأولى للفنون لفترة من الزمن ثم اغلقت وتفرغ لأدارة (المركز الوطني للفنون) حتى توقف هذا المركز في 2012 تقريبا. وقد انتقل إلى عدن في السنوات الأخيرة من عمرة بعد أن طلق زوجته الألمانية وتزوج بيمنية. وتوقف عن الرسم منذ 2012 تقريبا، وبقى في عدن حتى مات في 2018.

## مساهمات
- عضو مؤسس في جماعة الفن الحديث صنعاء
- مدير المركز الوطني للفنون. صنعاء.

## اوسمة وميداليات
- وسام الأداب والفنون من الدرجة الأولى.
- ميدالية من متحف الاسكندرية.

## معرض اللوحات
هذه اللوحات من الأسلوب الذي اتبعه في السنوات الأخيرة من عمره. لكنه في السنوات الأولى كانت لوحاته جرافيك على غرار لوحة (صياد السمك).